# Acaulidae
Acaulidae is een familie van neteldieren uit de klasse van de Hydrozoa (hydroïdpoliepen). 

## Geslachten
- Acaulis Stimpson, 1854
- Acauloides Bouillon, 1965
- Cryptohydra Thomas, Edwards & Higgins, 1995